# Menopauza
Menopauza označava posljednje menstrualno krvarenje iz maternice i prestanak reproduktivno plodnog životnog vijeka žene. To je prirodna faza u životu žene.
Termin se izvorno koristi za opisivanje reproduktivnih promjene kod žena, gdje trajno zaustavljanje menstruacije pokazuje kraj plodnosti. Riječ "menopauza" doslovno znači "kraj mjesečnih ciklusa", a potječe od starogrčke riječi men (= mjesec) pausis (= prestanak).
Uzokovana je hormonalnim promjenama. Kod manjeg broja žena u Europi menopauza počinje s 40 godina, a prosječno se pojavljuje u dobi između 45 i 55 godina.

## Uzrok i vrste menopauze
Glavni uzok menopauze je iscrpljenje jajnika tijekom cijelog reprodukcijskog života. Oko 400 primordijalnih jajnika razvije se u zrele folikule i ovulira, a stotine tisuća jajašaca degenerira. 
- Prijevremena menopauza (menopausis praecox) je prestanak javljanja menstrualnih krvarenja prije 40. godine života. Povezana je s genetskim nasljeđem, obično kromosomskim nepravilnostima te poremećajima autoimunog podrijetla zbog kojih dolazi do razaranja folikula jajnika vlastitim protutijelima te posljedično ranijeg iscrpljenja folikula jajnika. Također, uzrok prijevremene menopauze mogu biti i nužni kirurški zahvati poput odstranjivanja jajnika, kao i uzimanje lijekova što mogu dovesti do prekida funkcije jajnika.

- Kasna menopaza (menopausis tarda) nastupa poslije 55. godine života. Što kasnije nastupi menopauza, manji je rizik oboljenja od kardiovaskularnih bolesti i osteoporoze, zato što estrogen ima ključnu ulogu u zaštiti organizma od navedenih bolesti. Nadalje, žene koje iskuse menopauzu nakon 52. godine života, imaju produljenu očekivanu životnu dob. No, produljena izloženost estrogenu nosi veći rizik oboljenja od raka dojke, maternice i jajnika.

- Perimenopauza je prijelaz između razdoblja plodnosti i menopauze što se često najavljuje smetnjama poput: valova vrućine, znojenja, neredovitosti menstrualnih ciklusa i napetosti. Prvi znakovi perimenopauze pojavljuju se u različitoj dobi, u prosjeku oko 48. godine. Perimenopauza obično traje 3 do 5 godina, ako računamo razdoblje što počinje s prvim neredovitostima menstrualnog ciklusa i završava 12 mjeseci nakon posljednje mjesečnice.

## Simptomi menopauze
Perimenopauzalne promjene menstruacije obično počinju tijekom 40–tih godina žene. Količina krvarenja i duljina ciklusa mogu se mijenjati. Menstruacija postaje neredovita, zatim izostaje. Velike dnevne fluktuacije u razinama estrogena obično započinju barem godinu prije menopauze, te se smatra kako uzrokuju perimenopauzalne simptome. Simptomi mogu trajati od 6 mj. do 10 god. a raspon im je od nepostojećih do teških.
Najčešći simptomi na koje se žene u menopauzi žale su valovi vrućine i noćna znojenja.
Ostali simptomi uključuju bolove u tijelu, suhu kožu, suhoću rodnice, gubitak libida, učestalo mokrenje i poteškoće sa spavanjem. U pojedinih se žena javljaju i neželjena dlakavost, prorjeđenje kose i dlaka u genitalnom području, te promjene na koži. Hormonske promjene također pridonose i promjenama raspoloženja, tjeskobi, nervozi, zaboravljivosti i poteškoćama s koncentracijom ili donošenjem odluka. Niske razine estrogena povezane su s nižim razinama serotonina, kemijske tvari koja regulira raspoloženja, osjećaje i spavanje.

### Ublažavanje simptoma menopauze
Mnogi liječnici propisuju nadomjesnu hormonalnu terapiju gotovim farmakološkim pripravcima. No, uz određene prednosti, ti pripravci imaju i znatne rizike poput povećanja tjelesne mase, razvoja bolesti vezanih uz kardiovaskularni sustav, veće vjerojatnosti moždanog udara, karcinoma dojke i endometrija.

#### Hrana koja može pomoći kod ublažavanja simptoma
Iako nema pouzdanog odgovora i prehrana bi trebala biti individualizirana s obzirom na potrebe, preferencije, dob i (moguću) dijagnozu, znanstvenici su utvrdili smjernice koje mogu uvelike olakšati, a možda i otkloniti neugodne simptome u menopauzi:
- mediteranski tip prehrane,
- konzumirati manje i češće obroke,
- izabrati i povećati unos namirnica koje su bogate fitoestrogenima: soja, sojino mlijeko, tofu, batat, sjemenke lana,
- svakodnevno konzumirati kruh i peciva od cjelovitih žitarica, sve integralne žitarice i njihove proizvode,
- svakodnevno jesti hranu bogatu kalcijem (mlijeko i mliječni proizvodi, plava morska riba s kostima, npr. srdele i inćuni, brokula, naranče, zeleno lisnato povrće, zob, sjemenke suncokreta), jesti svježu ribu 2 – 3 puta tjedno,
- što češće na tanjuru imati mahunarke (grah, grašak, leća, slanutak),
- povećati unos korjenastog povrća i voća (krumpir, mrkva, mango, papaja),birati namirnice koje su dobar izvor antioksidanata,
- koristiti više namirnica koje su izvor “dobrih” masnoća; birati bučino i maslinovo ulje i sjemenke i počastiti se orašastim plodovima (badem, lješnjak, orah), te birati namirnice koje su dobar izvor antioksidanata.

#### Pomoć iz prirode za ublažavanje simptoma
- Crvena djetelina koja je jedan od najznačajnijih izvora izoflavona koji djeluju kao prirodni fitoestrogeni. Fitoestrogeni su zajednički pojam za nekoliko skupina tvari biljnog podrijetla koji su slični ženskim spolnim hormonima estrogenima. Crvena djetelina sadrži i vitamine B, D, C i cink, neophodnih za zdravlje žena u menopauzi jer utječu na funkcioniranje kardiovaskularnog sustava, zdravlje kostiju te na kognitivne sposobnosti. Studije su dokazale da je odrasla žena koja je koristila ekstrakt crvene djeteline tijekom tri mjeseca, imala znatno poboljšanje zdravlja vlasišta, kože i manje opadanje kose.
- Korijen mace koji povećava razinu antioksidansa u tijelu. Antioksidansi su važni jer pomažu neutralizirati štetne slobodne radikale, sprječavaju kronične bolesti i oštećenje stanica. Maca pozitivno utječe na raspoloženje i ublažava simptome depresije. Maca ima pozitivne učinke na libido, a zbog regulacije i kontrole estrogena može ublažiti simptome menopauze.
- Panax ginseng za koji su studije su pokazale da djeluje na kliničke simptome kao što su naleti vrućine, noćno znojenje, promjene raspoloženja, razdražljivost, tjeskobu, simptome depresije, suhoću rodnice, smanjeni libido, povećanje tjelesne težine, nesanica te stanjivanje kose, što su sve simptomi specifični za menopauzu.